# حي ياقشيد
حي ياقشيد (بالصومالية: Degmada Yaaqshiid)‏ هي إحدى مقاطعات محافظة بنادر جنوب شرق الصومال، وأحد أكبر أحياء العاصمة الصومالية مقديشو، وتنقسم إلى مديريات: حي سوق بعاد و جونغل و عرفات و حي توفيق و سيناي و فجح و مهد ألّا وسوق المواشي و جوبتا و توكل وجامعة مقديشو.

## روابط خارجية
- مقاطعات الصومال
- الخريطة الإدارية لمقاطعة ياقشيد